# Β-esaclorocicloesano
Il β-esaclorocicloesano (β-HCH) è un alogenuro alchilico ed uno degli isomeri dell'esaclorocicloesano.
È un sottoprodotto della produzione dell'insetticida chiamato "lindano", composto principalmente dell'isomero γ-esaclorocicloesano, che in grado commerciale ne contiene tracce.

## Stabilità
Avendo tutti gli atomi cloro in posizione equatoriale, il β-esaclorocicloesano risulta molto stabile e difficilmente degradabile. Pertanto è capace di accumularsi per un lungo periodo sia in ambienti che in tessuti di uomini o animali che ne subiscono l'esposizione. Il β-esaclorocicloesano è l'isomero più persistente, con un tempo di dimezzamento di 184 e 100 giorni, rispettivamente su terreno coltivato ed incolto, seguito dal γ-esaclorocicloesano con 107 e 62,1 giorni, l'α-esaclorocicloesano con 54,4 e 56,1 giorni ed infine il δ-esaclorocicloesano con 33,9 e 23,4 giorni.

## Ripercussioni sull'ambiente
Una ricerca su suolo e vegetazione di un terreno circostante un sito di interramento rifiuti industriali in Germania a 10 anni dopo l'ultimo scarico di esaclorocicloesano, rivelò la presenza di isomero β compresa tra l'80 ed il 100% del totale HCH residuo.
In Italia la produzione di Lindano presso le industrie chimiche presenti a Colleferro, in provincia di Roma, ha portato all'accumulo e lo smaltimento sommario di β-esaclorocicloesano, ed altri inquinanti, a cielo aperto o tramite interramento. Le acque piovane che colavano nei terreni delle discariche crearono un inquinamento costante nel fiume Sacco, il quale, esondando periodicamente, nei decenni successivi portò gli inquinanti sui terreni limitrofi a destinazione agricola, generando problemi in tutta la catena alimentare.
L'esondazione di maggio 2005 del fiume ha portato nel mais e nel fieno, cresciuti sulle sponde del fiume e nel latte dei bovini un'elevata quantità di sostanze tossiche per l'uomo e ha costretto all'abbattimento di bestiame, alla distruzione dei prodotti agricoli e alla chiusura di alcune aziende.
Nel 2006 è stato dichiarato lo "stato di emergenza socio-economico-ambientale" per la Valle del Sacco e in particolare per i comuni di Colleferro, Gavignano, Segni, Paliano, Anagni, Sgurgola, Morolo, Supino, Ferentino, poi prorogato a più riprese fino ad oggi.